# アノナイン
アノナイン(Anonaine)は、生理活性のあるベンジルイソキノリンアルカロイドである。モクレン科とバンレイシ科の植物に含まれ、初めて抽出されたギュウシンリ(Annona reticulata)の名前に由来して名付けられた。

## バンレイシ科からの抽出
このアルカロイドは、ギュウシンリの樹皮から最初に単離された。その後、バンレイシ、Magnolia × albaの葉、Fissistigma latifolium、Goniothalamus australis、その他多くの種で見つかっている。この化合物はギュウシンリの幹を乾燥焙煎し、メタノールで抽出することにより得られる。メタノールを除去し、残った液体を塩酸で処理し、不溶成分を濾し取る。ろ過された液体を水酸化アンモニウムで塩基性にし、ジエチルエーテルで抽出する。抽出物を5%水酸化ナトリウムと一緒に撹拌し、有機層を保持して抽出物のフェノール成分を除去する。塩酸と混ぜ、ジエチルエーテルから再結晶することで、塩酸塩が得られ、その後遊離塩基が得られる。ギュウシンリ中のアノナイン成分は、出発原料である乾燥樹皮の重量の約0.12%である。

## 医療への利用

### 伝統医療
アノナインはバンレイシ科の多くの植物に存在し、長年の間、伝統医療に用いられてきた。例えば、バンレイシの抽出物は、てんかん、赤痢、心臓障害、寄生虫感染症、便秘、細菌感染症、発熱と潰瘍等の治療に用いられてきた。しかし、バンレイシはこれら多くの病気の治療には効果がないようである。アノナインの生理活性の研究により、抗腫瘍、血管弛緩、抗酸化、抗寄生虫、抗菌等の様々な興味深い薬理作用が明らかとなり、中枢神経系にも影響を及ぼすことが分かった。

### 抗腫瘍活性
アノナインは、ヒトの子宮頸癌や肺癌腫H1299細胞の成長を阻害することが知られている。アノナインがこれらの細胞においてアポトーシスを起こすメカニズムは、一酸化窒素と活性酸素種の生成、細胞内のグルタチオン濃度の減少、カスパーゼやアポトーシス関連タンパク質の活性化、DNAの損傷等いくつか考えられている。